# Joseph Reynouard
Pour les articles homonymes, voir Reynouard.
Joseph Reynouard est un homme politique français né le 6 janvier 1869 à Besse-en-Chandesse (Puy-de-Dôme) et décédé le 28 janvier 1943 à Clermont-Ferrand (Puy-de-Dôme).

## Biographie
Pharmacien, il est conseiller municipal de Besse en 1894 et maire de 1904 à 1912. Il est conseiller général en 1903 et député du Puy-de-Dôme de 1914 à 1919 et de 1924 à 1928, siégeant au groupe radical.

## Sources
- « Joseph Reynouard », dans le Dictionnaire des parlementaires français (1889-1940), sous la direction de Jean Jolly, PUF, 1960 [détail de l’édition]